# Deutsche Vereinigung für Jugendgerichte und Jugendgerichtshilfen
Die Deutsche Vereinigung für Jugendgerichte und Jugendgerichtshilfen e. V. (DVJJ) ist ein Verein, der unter anderem die Interessen von Jugendrichtern und Jugendstaatsanwälten vertritt und dem wissenschaftlichen Austausch von Informationen zu den Themen Jugendkriminalität und Kriminalpolitik dient. 

## Geschichte
Der Verband wurde als gemeinnütziger Verein 1917 auf dem vierten Deutschen Jugendgerichtstag in Berlin gegründet. 
Der Verband begleitete die Einführung des Reichsjugendgerichtsgesetzes von 1923. Während der Zeit des Nationalsozialismus wurden zahlreiche Vereinsmitglieder mit Arbeitsverboten belegt, andere dienten sich dem NS-Regime an. Der Verband wurde 1934 aufgelöst, mehrere Mitglieder beteiligten sich jedoch an den Arbeiten zum Reichsjugendgerichtsgesetz von 1943 und später am Jugendgerichtsgesetz von 1953. Eine Neugründung fand wiederum in Berlin statt.
Der heutige Verband wurde maßgeblich geprägt von Horst Schüler-Springorum. Schüler-Springorum war von 1962 bis 1968 Geschäftsführer der DVJJ und von 1968 bis 1986 der Vorsitzende.

## Aufgaben
Satzungsgemäße Aufgaben des Verbandes sind insbesondere
1. Umfassende Information der Mitglieder über die mit der Jugendkriminalität zusammenhängenden Fragen, Erkenntnisse, Erfahrungsberichte, Diskussionen und Untersuchungen.
2. Erarbeitung und Vertretung fachlicher und fachpolitischer Positionen und Stellungnahmen.
3. Förderung des interdisziplinären Erfahrungsaustausches und der Fortbildung der in der Jugendgerichtsbarkeit tätigen Berufsgruppen auf regionaler und überregionaler Ebene durch Arbeitskreise, Fachtagungen und Fortbildungsangebote.
4. Beratung von Mitgliedern bei der Entwicklung und Realisierung von Projekten und bei der Lösung praktischer Probleme.
5. Förderung der Zusammenarbeit der Fachkräfte, Institutionen und Organisationen der Rechtspflege und der Jugendhilfe auf Bundes-, Landes- und auf regionaler Ebene.
6. Mitwirkung in anderen Fachorganisationen und Verbänden.
7. Zusammenwirken mit Organisationen und Institutionen der Wissenschaft und Forschung, der Aus-, Fort- und Weiterbildung.
8. Pflege der Kontakte und der Zusammenarbeit auf internationaler Ebene.
9. Vorbereitung des Deutschen Jugendgerichtstages im Abstand von in der Regel drei Jahren. Ein Abweichen von dieser Regel bedarf der Beschlussfassung der Mitgliederversammlung.

Der Verband wird in allen politischen Beratungen zur Jugendhilfe oder zum Jugendstrafrecht hinzugezogen.

## Mitgliederschaft
Der Verband rekrutiert seine Mitglieder weitgehend aus dem Bereich der Jugendkriminalrechtspflege, also (Jugend-)Richtern, Staatsanwälten, Rechtsanwälten, der Polizei, Jugendgerichtshilfe, Jugendhilfe, Jugendämtern, Sozialarbeitern und Sozialpädagogen, aber auch Wissenschaftlerinnen und Wissenschaftlern sowie Studentinnen und Studenten der einschlägigen Fachrichtungen. Die derzeitige Mitgliederstärke beträgt etwa 1.500.

## Struktur
Der Verband arbeitet in 17 Regionalgruppen und sechs Bundesarbeitsgemeinschaften.

## Publikationen
Der Verband publiziert eine Schriftenreihe und die Quartalszeitschrift Zeitschrift für Jugendkriminalrecht und Jugendhilfe (ZJJ). Vorgängerin der ZJJ war das DVJJ-Journal. 
Zu den Jugendgerichtstagen werden Tagungsbände veröffentlicht.

## Vorsitzende
Mit dem 28. Jugendgerichtstag in Münster hat Theresia Höynck (Universität Kassel) Bernd-Rüdeger Sonnen (Universität Hamburg) als Vorsitzenden abgelöst.

## Geschäftsstelle
Die Geschäftsstelle befindet sich in Hannover, Lützerodestraße 9.